# Orciprenaline
Orciprenaline, còn được gọi là metaproterenol, là một thuốc giãn phế quản được sử dụng trong điều trị hen suyễn. Orciprenaline là vừa phải chọn lọc chất chủ vận thụ thể β2 adrenergic  kích thích các thụ thể của cơ trơn ở phổi, tử cung, và các mạch máu cung cấp cơ xương, với tối thiểu hoặc không ảnh hưởng đến các thụ thể adrenergic α. Tác dụng dược lý của thuốc chủ vận β adrenergic, như orciprenaline, ít nhất là một phần do sự kích thích thông qua các thụ thể adrenergic của adenylyl cyclase nội bào, enzyme xúc tác chuyển đổi ATP thành cAMP. Nồng độ cAMP tăng có liên quan đến việc thư giãn cơ trơn phế quản và ức chế giải phóng các chất trung gian gây mẫn cảm ngay lập tức từ nhiều tế bào, đặc biệt là từ tế bào mast.

## Tác dụng phụ có thể xảy ra
- run
- hồi hộp
- chóng mặt
- yếu đuối
- đau đầu
- buồn nôn
- nhịp tim nhanh

Tác dụng phụ hiếm gặp có thể đe dọa tính mạng
- khó thở
- nhịp tim nhanh hoặc tăng
- nhịp tim không đều
- đau ngực hoặc khó chịu

## Tên thương hiệu
- Alupent
- Metaprel
- Orcibest